# La Chute (roman, 2010)
Pour les articles homonymes, voir Chute.
La Chute (titre original : The Fall) est un roman américain de Guillermo del Toro et Chuck Hogan, second tome de la trilogie La Lignée (The Strain). Il est publié en France par Presses de la Cité en octobre 2010, puis est réédité en livre de poche par Pocket en octobre 2011.

## Résumé
Alors que les vampires envahissent New York, l'épidémiologiste Ephraïm Goodweather, le professeur Abraham Setrakian et quelques rescapés essayent de s'organiser tant bien que mal. Partout dans le monde, c'est le chaos : des émeutes éclatent, des milices se mettent en place et les humains sont impuissants face aux vampires, menés par le diabolique Maître...

## Trilogie
1. La Lignée (The Strain), traduction Hélène Collon, édition Presses de la Cité, 2009.
2. La Chute (The Fall), traduction Jean-Baptiste Bernet et Éric Moreau, édition Presses de la Cité, 2010.
3. La Nuit éternelle (The Night Eternal), traduit par Jacques Martinache et Éric Moreau, édition Presses de la Cité, 2011.